# منتدى النساء الأحرار
منتدى النساء الأحرار أو منتدى النساء المُستقلات (بالإنجليزية: Independent Women's Forum)‏ هي منظمة غير ربحية أمريكية محافظة سياسياً، تركّز على قضايا السياسات الاقتصادية التي تتعلق بالمرأة. تأسس المنتدى من قبل الناشط «روزالي سيلبرمان» لتعزيز «البديل المحافظ إلى المبادئ النسوية» بعد ترشيح المحكمة العليا برئاسة القاضي كلارنس توماس في عام 1992. ويعتبر هذا المنتدى من نوع 501(c)(4). كما تعتبر منظمة صوت النساء الأحرار المعرفة اختصارا بـ IWV شقيقة لهذا المنتدى
مجموعة المحامين المعروفة بـ «العدالة النسوية»، التي أسمتها المؤلفة «كريستينا هوف سومرز» المتبنية لفكر الليبيرالية الكلاسيكية والمدعية بمعارضتها للنظام الأبوي المحدد لأدوار الأفراد حسب الجنس.، تقارب الوضع النسوي للسيدات الأمريكيات بأنهن «مظلومات الجنس الثاني».
خلال الإنتخابات الرئاسية الأمريكية لعام 2012، أعلن صوت النساء الأحرار مقارنة بين الرئيس أوباما مع صديقه المقرب.

## الأصل والتاريخ
تأسس المنتدى سنة 1992 من طرف النشطاء «ريكي سيلبرمان»، «أنيتا كاثرين» و«باربارا أولسن»، وأُنشِئ خصيصا لمجموعة «نساء من أجل القاضي توماس » التي دافعت عن القاضي كلارنس توماس ضد مزاعم التحرش الجنسي وغيرها من المخالفات. وبحلول سنة 1996، حصل المنتدى على 700 رسوم دفع من طرف الأعضاء لتنظيم غذاء عمل للتواصل وتبادل الأفكار والاقتراحات. كان «سيلبرمان» أول رئيس للمنتدى، ولاحقا انضمت كل من «نانسي بفوتنهوير » و«أنيتا كاثرين بلير » إلى قيادة المنتدى. المدير التنفيذي الحالي للمنظمة هي «صابرينا شايفير ». عُرفت المنظمة أنها «افتراضية» من مؤسسة واشنطن الجمهورية، وفي 2006 وكان عدد المنخرطين في المنتدى 20377 عضوا بميزانية قدرت بـ 1.05 مليون دولار.

## أفكار المنتدى تجاه النسوية
يعارض منتدى النساء الأحرار العديد من المناصب النسوية السائدة، واصفا إياها بأنها «نسوية راديكالية». ويقول الكتاب التابعين لهذا المنتدى أن الفجوة بين الجنسين في الدخل موجودة بسبب زيادة طلب المرأة للمرونة، ساعات أقل، وتقليل السفر في حياتهم المهنية، وليس بسبب التفرقة الجنسية. في مقال لصحيفة دالاس مورنينغ نيوز، يصف نائب رئيس المنتدى كاري لوكاس أوجه التفاوت بين الجنسين في الدخل ب «خيارات المرأة الخاصة»، وكتبت بأن المرأة «تميل إلى وضع الأوليوية الأعلى على المرونة وتحقيق الذات من الرجال، الذين يركزون أكثر على الدفع. وتميل النساء إلى تجنب الأعمال التي تتطلب السفر أو النقل، وأنها تأخذ المزيد من الوقت منه وتنفق ساعات أقل في المكتب من الرجال. كما أن الرجال يأخذون بشكل غير متناسب والوظائف الأكثر قذرة وخطورة.»
أشاد بعض المعلقين المحافظين من بينهم الأمريكية «ليندا شافيز» بالتقدم الاقتصادي للمرأة في أمريكا، وهو كتاب نشر سنة 1999 كجزء من المنتدى. وقدم «جون ستوسيل» في كتاب له سنة 2007 دليلا على أن «النساء الأميركيات لم يتمتعن بالمزيد من الخيارات أو مثل بجودة عالية من الحياة.»
وقد أكد بعض الكتاب أن الخطاب النسوي يستخدم من قبل المنتدى لأغراض مكافحة النسوية، ووصفت صحيفة نيويورك تايمز في افتتاحية لها بأن منتدى النساء الأحرار بأنه «مجموعة من السياسات العامة اليمينية التي توفر الدعم الكامل ضد المواقف المتطرفة التي أصبحت واقعا خطرا على النساء.»

## السياسة والبرامج المحلية

### سياسة الرعاية الصحية للولايات المتحدة الأمريكية
في عام 2009، أصدر «منتدى النساء الأحرار» إعلان سياسي على يوتيوب في ثمان ولايات بحجة أن «300.000 امرأة أمريكية تعاني من سرطان الثدي قد لقوا حتفهن» إذا شملت الرعاية الصحية للولايات المتحدة خيار تمولها الحكومة. فيما وصف موقع FactCheck.org الإعلان بأنه كذبة وتلاعب بمخاوف المرأة، ووجد أنه يعتمد على «إحصائيات قديمة، منطق خاطئ وتلميحات كاذبة.» 

### البرامج والسياسات التعليمية في الحرم الجامعي
ينشط منتدى النساء الأحرار في المناقشات السياسة التعليمية ويركز على عدد من القضايا المختلفة سواء في التعليم الابتدائي/الثانوي أو التعليم العالي:

#### عنوان الإنفاذ التاسع
بعد فترة قصيرة من إنشاء المنتدى، إنضم إليه جماعات أمثال مدربين الرابطة الوطنية للمصارعة في معارضة الشيء الذي جعل وزارة التربية والتعليم الأمريكية تفرض تشريعات المساواة بين الجنسين تبعا لمكتب الحقوق المدنية التاسع. حيث يحرم استبعاد أي شخص في الولايات المتحدة من المشاركة في إطار أي برنامج تعليم أو نشاط يتلقى مساعدة مالية على أساس الجنس. وفقا للقانون التاسع لسنة 1972.
وتعليقا على بعض العواقب السلبية غير المقصودة الناتجة عن هذا القانون، صرحت «كريستين ستوبلا»:
ولدعم ما ورد فيه أن غياب عنوان الإنفاذ التاسع الحالي، الرجال هم الأكثر عرضة للالتحاق في برامج الرياضة الجماعية من النساء، أجرى منتدى النساء الأحرار دراسة عام 1998 بأن فحص نسبة الطلاب في المؤسسات في جميع المدارس النسائية المشاركة في ألعاب القوى مقارنة مع نسبة الطلاب الإناث المشاركات في برامج مماثلة في مدارس جامعية عموما. ووجد أن الطالبات في المدارس المشتركة هي أكثر بكثير من الطلاب الرياضيين. استشهد «جيريمي رابكين» الدراسة في مقال في أبريل 1999 في المشاهدين الأمريكيين، متسائلا «إذا» التمييز«يحتفظ بانخفاض نسبة النساء الرياضيات في المدارس المختلطة، ما يمثل معدلات المشاركة الشاملة التي هي نصف المتوسط الوطني للمرأة في برين ماور، ماونت هوليوك، ويليسلي وسميث ؟»
في مقال توضيحي في يناير 2012 في الذكرى ال40 لعنوان الإنفاذ التاسع، وصفت المديرة التنفيذية لمنتدى النساء الأحرار «صابرينا شايفر»: آمل أن تشرع النساء في القبول بأنه مهما كانت الظروف متوازنة إلا أن نقاط القوة والأفضليات لا يمكن تطبيق المساواة عليها، إذ أن «المساواة بين الجنسين» في الأفكار لا يمكن أن تكون نفسها في الواقع.

#### الدعوة لإختيار المدرسة
في استجابة لانخفاض درجات الاختبارات في المرحلة الابتدائية الأمريكية العامة، المتوسطة والثانوية، وخاصة بين الأطفال الصغار، أنشأ منتدى النساء الأحرار «مشروعا لاختيار المدرسة للنساء». الهدف من هذه الخطوة حسبما يصف المنتدى تحسين النتائج السلبية لقانون المساواة في تعليم المرأة. ووفقا لتقرير الباحث «كريستا كافر» الذي نشره منتدى النساء الأحرار:
وكان لإنشاء هذا المشروع ردود فعل واسعة حيث وصلت إلى المعارضة الصوتية للمنظمة الوطنية للمرأة في المدارس وحيدة الجنس، والذي شجب مثل هذه الترتيبات كأمثلة حديثة غير مقبولة للفصل بين الجنسين.

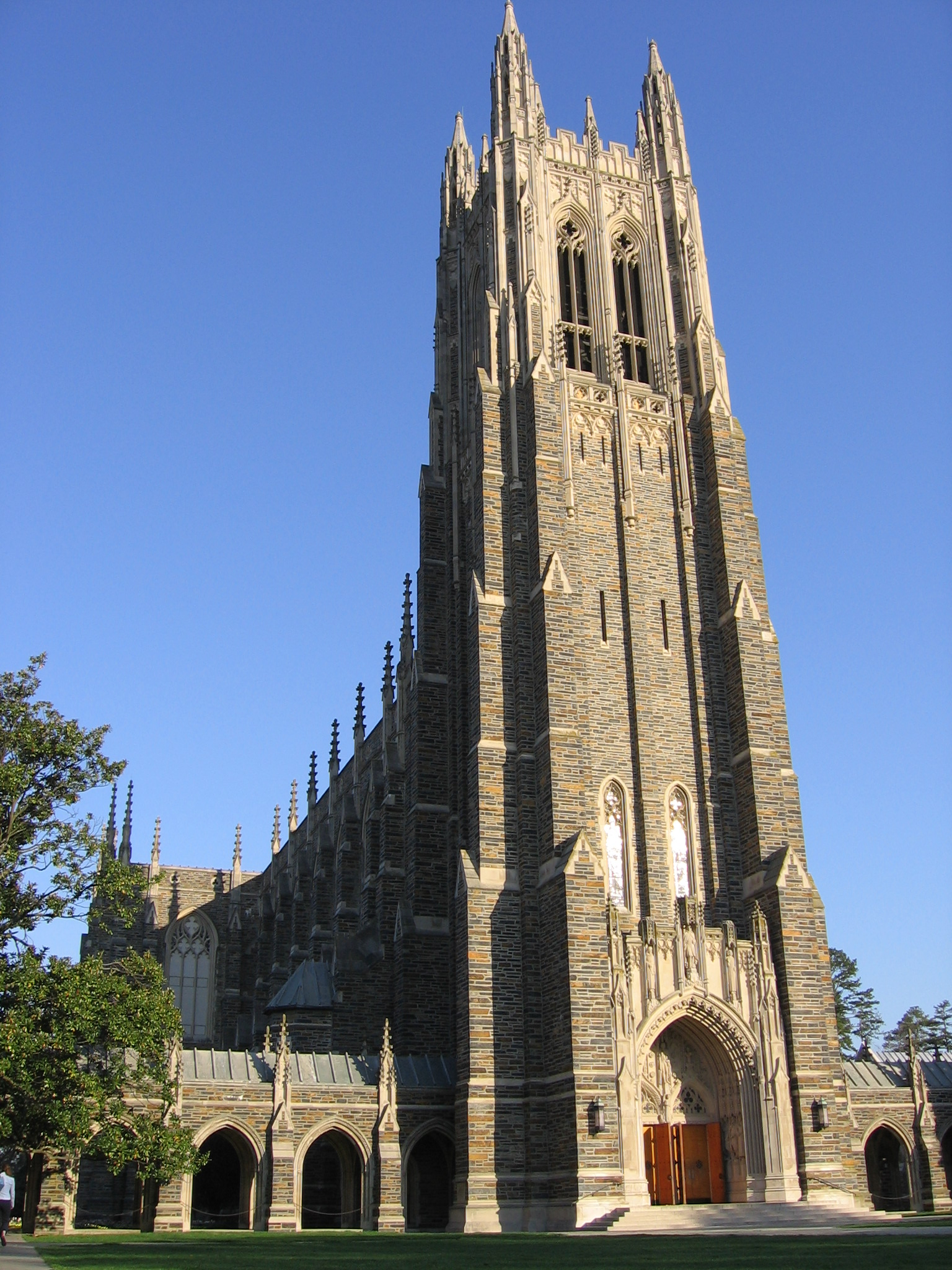
حرم جامعة ديوك حيث زُعم وقوع قضية ديوك لاكروس به سنة 2006

#### قضية لاكروس بجامعة ديوك 2006
بعد قضية اغتصاب الطالبة كريستال غيل ماغنوم من طرف لاعبي لاكروس بجامعة ديوك في مارس 2006 المزعم بأنها جريمة كراهية كون أن الطالبة من السود، علق «كاري لوكاس» للمنتدى قائلا:
وانتقد الكاتب الصحفي «ميشيل جاينور » الكاتب في صحفية تجديد أمريكا الخاصة بالدبلوماسي الأمريكي ألان كييس للمنتدى الطريقة المتسرعة التي اعتمدها وكيل النيابة العامة المكلفة بمتابعة القضية قائلا: «أشعر بالأسى للطريقة السيئة التي عومل بها لاعبي لاكروس خلال أبريل 2006، كان من الممكن استثمار الوقت في جمع الأدلة والمثابرة في التحقيق بدلا من التسرع والتقدير الخاطئ للوقائع».
في 11 أبريل 2007، أسقطت «روي كوبر»، النائب العام لولاية كارولاينا الشمالية، جميع التهم وأعلنت أن لاعبي لاكروس الثلاثة أبرياء. وقال «كوبر» أن اللاعبين «ريد سيليغمان»، «كولين فينيرتي» و«ديفيد إيفانز» كانوا ضحايا «الاستعجال بالاتهام». كما قام «كوبر» بوصف «نيفونغ» «بالمدعي العام المارق»، وانسحب من القضية في يناير 2007 بعدما قدمت هيئة المحامين في ولاية كارولاينا الشمالية دعاوى أخلاق عمل ضده. في يونيو 2007، تم شطب «نيفونغ» من نقابة المحامين بسبب «خيانة الأمانة والاحتيال والخداع والتضليل»، ليكون أول مدعي عام يشطب من النقابة في الولاية بسبب الإجراءات القضائية. قضى نيفونغ يوما واحدا في السجن بتهمة الكذب حول مشاركة اختبارات الحمض النووي (ازدراء جنائي)؛ وقال مدير المختبر أن الأمر كان مجرد سوء فهم وزعم نيفونغ أن ضعف الذاكرة هو السبب. لم تواجه «كريستال ماغنوم» أي تهم عن الاتهامات الباطلة، كما رفض «كوبر» أن يقاضيها.

#### برامج الحرم الجامعي
تؤكد المنظمة على دور الأسرة التقليدية والعادات الثقافية والأساسية للمجتمع المدني. على وجه الخصوص، يشجع منتدى النساء الأحرار النساء الشابات على القبول فيما يخص التودد والزواج. عمل المنتدى في الحرم الجامعي حيث رعى الحملات الإعلانية والأدبية لتعزيز وجهات النظر فيما يخص العلاقات. وتضمنت إحدى هذه الحملات عناوين استفزازية كـ«النسوية العشر الأكثر خرافات». يقدم منتدى النساء الأحرار التدريب والرعاية لمسابقة المقال السنوية المفتوحة إلى طالبات المرحلة الجامعية.
وكرد فعل على التقارير المتزايدة بخصوص الاختلاط في حرم الجامعات تأسست حركة في-داي (بالإنجليزية: V-Day)‏ من قبل إيفي إنسلر، التابعة للمنتدى بهدف "استعادة التاريخ الجيد" لبرنامج الحرم الجامعي هادفين بذلك لإعادة إقامة عيد الحب من النساء لراديكاليات الرافضات له."
وقد تناول المنتدى المسرحية المثيرة للجدل المعروفة باسم «مناجاة المهبل» (بالإنجليزية: The Vagina Monologues)‏ معتبرين بذلك أن مثل هذه الأفعال تحط من قدرة المرأة.
وفي مقال لصحيفة الغارديان كتبت الناشطة النسوية جيسيكا فالنتي بأن البرنامج هو مجرد مفاهيم عفا عليها الدهر من الأنوثة وقُدرت خطأ بأنها ذات قيمة متطورة.

### الحق في الإحتفاظ وحمل السلاح
يدعو المنتدى الأفراد المنتسبين إليه للحصول على الحق في حمل السلاح. وكتبت «أليسون كازيك » رئيسة مركز الدراسات الجامعية مقالا على موقع Townhall تشيد فيه قرار النائب العام أنتونين سكاليا الذي قضت محكمته بتعديل دستوري ثاني يجيز الاحتفاظ وحيازة الأسلحة، ووصفت مدى حماستها للطريقة حسمت بها المحكمة هذا القرار مشيرة للتصريح الذي قدمه القاضي أنتونين سكاليا بشأن هذا القرار قائلا: «الشعب الأمريكي قد اعتبر مسدسا ليكون سلاحا للدفاع عن جوهره، وينبغي لجميع مواطني العاصمة أن يفرح للحرية الجديدة. وخاصة بالنسبة للنساء، لكنها تبقى في نهاية المطاف مجرد وسيلة للدفاع عن النفس.»}}

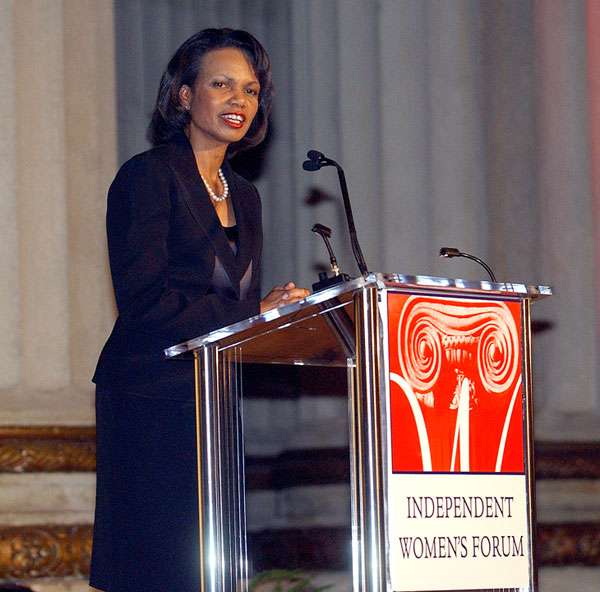
كونداليزا رايز تلقي خطابا على جمهور منتدى النساء الأحرار سنة 2006 بعد تلقي المنتدى جائزة «وومن أوف فالور».

## البرامج الدولية
منذ تأسيس المنتدى، حضر العديد من المؤتمرات، وغيرها من البرامج لتعزيز رسالتها إلى الجمهور العالمي. وتشمل هذه في المقام الأول الأنشطة والفعاليات التي تُناقش وتُجرى في بلدان العراق وأفغانستان، وتركز على تعزيز مشاركة المرأة في الديمقراطية.
في أكتوبر 2004، إعترضت «مؤسسة النسوية الرائدات» ضد وزارة الخارجية الأمريكية على قرار الدولة القاضي بمنح المنتدى جائزة «وومن أوف فالور». ويعمل المنتدى بالعراق بالتنسيق مع المؤتمر الإسلامي الأمريكي، ومؤسسة الدفاع عن الديمقراطيات وهي خلية تفكير للمحافظون الجدد.[بحاجة لمصدر]

## التمويل
شملت الجهات المانحة لمنتدى النساء الأحرار «مانحين الثقة»، «مؤسسة البابا جون ويليام»، «مؤسسة برادلي»، «مؤسسات سكايف» و«مؤسسة راندولف». بميزانية شاملة وقدرها أكثر من 700 ألف دولار.

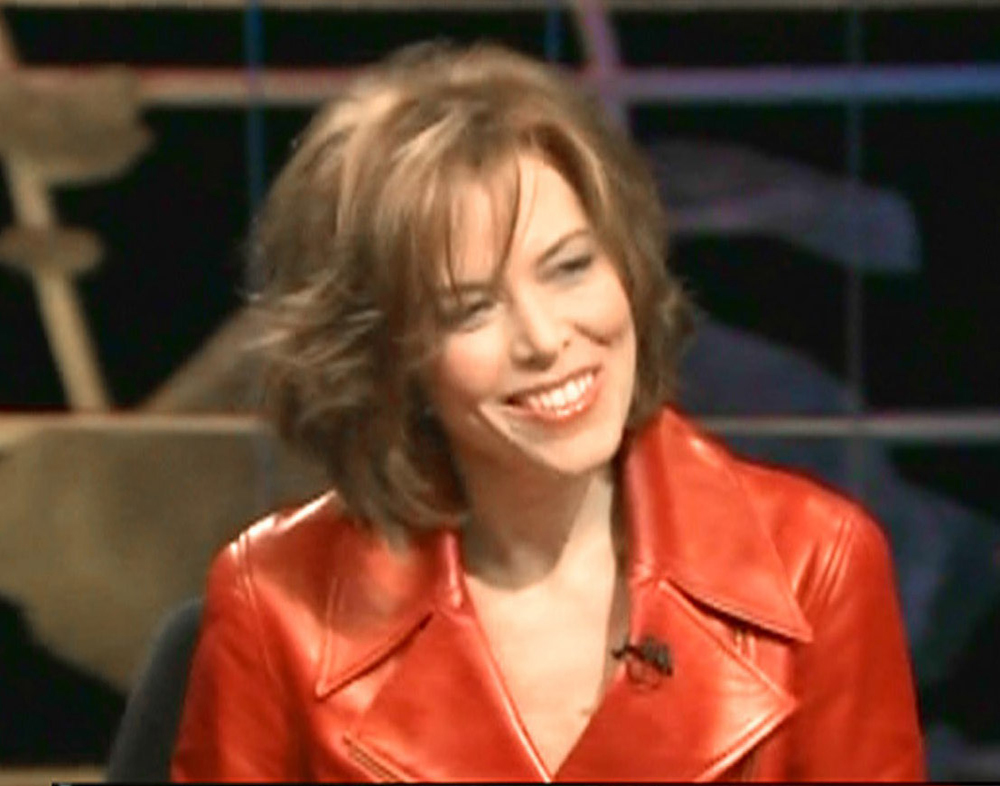
رئيسة مجلس الإدارة هيذر هيغنز تظهر في «ريال تايم ويث بيل ماهر»

## أعضاء مجلس الإدارة
يرأس المجلس سيدة الأعمال هيذر هيغنز مع أعضاء آخرين يفون بواس، كيليان كونواي (إجازة مؤقتة)، جيوفانا كونياسكا، نان هايورث، لاري كودلو وأديل مالباس. وتشمل الإدارة السيدة الثانية للولايات المتحدة، لاين شيني، الكاتب ميدج ديكتر، كيمبيرلي دينيس، الخبير الاقتصادي ويندي لي غرام، إليزابيث لوري، الصحفي كات أوبيرن، نانسي بفوتينهاور، سالي بيب، ميشاولن ورايث، راندي سيلبرمان ولويس أوليفر.